# Лёгкая атлетика на летних Олимпийских играх 1900
Соревнование по лёгкой атлетике на II летних Олимпийских играх прошли в 14, 15, 16, 19 и 22 июля. Было разыграно 23 комплекта медалей. Всего приняло участие 117 спортсменов из 15 стран.
Из легкоатлетических дисциплин, позднее включившихся на всех Играх, были впервые проведены забеги на 200 м, на 400 м с барьерами, забеги с препятствиями (2500 м и 4000 м) и метание молота. Бег на 60 м, на 200 с барьерами, командная гонка на 5000 м, а также прыжки в высоту, в длину и тройной (все три с места) также прошли в первый раз, но были позже отменены.

## Медали

### Общий медальный зачёт
(Жирным выделено самое большое количество медалей в своей категории; принимающая страна также выделена)
| Общее количество медалей |                   |        |         |        |       |
| Место                    | Страна            | Золото | Серебро | Бронза | Всего |
| 1                        | США               | 16     | 13      | 10     | 39    |
| 2                        | Великобритания    | 3      | 3       | 2      | 8     |
| 3                        | Франция           | 1      | 4       | 2      | 7     |
| 4                        | Венгрия           | 1      | 0       | 1      | 2     |
| 4                        | Канада            | 1      | 0       | 1      | 2     |
| 6                        | Смешанная команда | 1      | 0       | 0      | 1     |
| 7                        | Индия             | 0      | 2       | 0      | 2     |
| 8                        | Богемия           | 0      | 1       | 0      | 1     |
| 9                        | Австралия         | 0      | 0       | 3      | 3     |
| 10                       | Дания             | 0      | 0       | 1      | 1     |
| 10                       | Норвегия          | 0      | 0       | 1      | 1     |
| 10                       | Швеция            | 0      | 0       | 1      | 1     |

### Медалисты
| Дисциплина                             | Золото | Серебро                                                                               | Бронза                         |
| 60 метров см. подробнее                | Элвин Крэнцлайн США | Уолтер Тьюксбери США                                                                  | Стэн Роули Австралия           |
| 100 метров см. подробнее               | Фрэнк Джарвис США | Уолтер Тьюксбери США                                                                  | Стэн Роули Австралия           |
| 200 метров см. подробнее               | Уолтер Тьюксбери США | Норман Причард Индия                                                                  | Стэн Роули Австралия           |
| 400 метров см. подробнее               | Максвелл Лонг США | Уильям Голланд США                                                                    | Эрнст Шульц Дания              |
| 800 метров см. подробнее               | Альфред Тайсоу Великобритания | Джон Креган США                                                                       | Дэвид Холл США                 |
| 1500 метров см. подробнее              | Чарльз Беннетт Великобритания | Анри Делож Франция                                                                    | Джон Брей США                  |
| Марафон см. подробнее                  | Мишель Теато Франция | Эмиль Шампьон Франция                                                                 | Эрнст Фаст Швеция              |
| 110 метров с барьерами см. подробнее   | Элвин Крэнцлайн США | Джон Мак-Лин США                                                                      | Фредерик Молони США            |
| 200 метров с барьерами см. подробнее   | Элвин Крэнцлайн США | Норман Причард Индия                                                                  | Уолтер Тьюксбери США           |
| 400 метров с барьерами см. подробнее   | Уолтер Тьюксбери США | Анри Тозен Франция                                                                    | Джордж Ортон Канада            |
| 2500 метров с препятствиями            | Джордж Ортон Канада | Сидней Робинсон Великобритания                                                        | Жак Шастанье Франция           |
| 4000 метров с препятствиями            | Джон Риммер Великобритания | Чарльз Беннетт Великобритания                                                         | Сидней Робинсон Великобритания |
| 5000 метров среди команд см. подробнее | Смешанная команда · Чарльз Беннетт (GBR) · Джон Риммер (GBR) · Сидней Робинсон (GBR) · Стэнли Роули (AUS) · Альфред Тайсоу (GBR) | Франция · Анри Делож · Андре Кастане · Гастон Рагено · Альбер Шампудри · Жан Шастанье | —                              |
| Прыжки в длину                         | Элвин Крэнцлайн США | Майер Принштайн США                                                                   | Патрик Лэхи Великобритания     |
| Тройной прыжок                         | Майер Принштайн США | Джеймс Конноли США                                                                    | Льюис Шелдон США               |
| Прыжки в высоту                        | Ирвинг Бакстер США | Патрик Лэхи Великобритания                                                            | Лайош Гёнци Венгрия            |
| Прыжки с шестом                        | Ирвинг Бакстер США | Мередит Колкет США                                                                    | Карл Альберт Андерсен Норвегия |
| Прыжки в длину с места                 | Рей Юри США | Ирвинг Бакстер США                                                                    | Эмиль Торшбёф Франция          |
| Тройной прыжок с места                 | Рей Юри США | Ирвинг Бакстер США                                                                    | Роберт Гарретт США             |
| Прыжки в высоту с места                | Рей Юри США | Ирвинг Бакстер США                                                                    | Льюис Шелдон США               |
| Толкание ядра см. подробнее            | Ричард Шелдон США | Джозайя Маккрэкен США                                                                 | Роберт Гарретт США             |
| Метание диска см. подробнее            | Рудольф Бауэр Венгрия | Франтишек Янда-Сук Богемия                                                            | Ричард Шелдон США              |
| Метание молота см. подробнее           | Джон Флэнаган США | Тракстан Хейр США                                                                     | Джозайя Маккрэкен США          |

## Страны

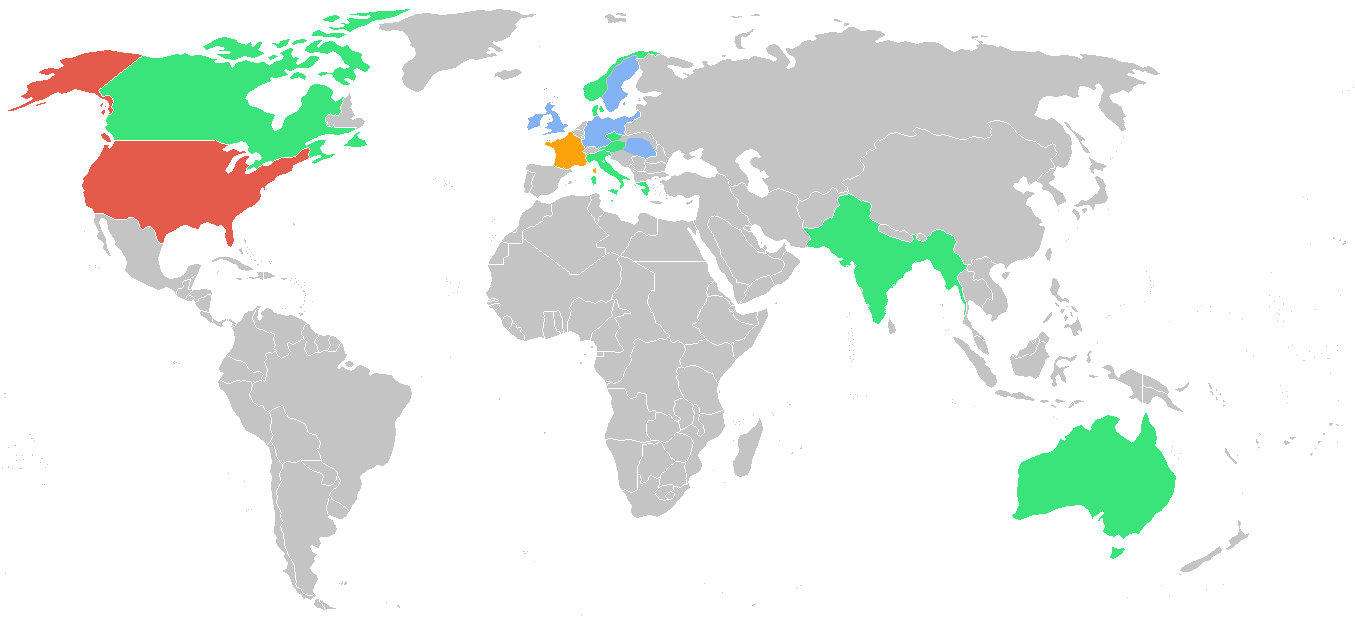
Участвующие страны в лёгкой атлетике:
— зелёный: менее 5 атлетов;
— голубой: 5-9 атлетов;
— оранжевый: 10-29 атлетов;
— красный: более 29 атлетов.

В соревнованиях приняло участие 117 спортсменов из 15 стран:

В скобках указано количество спортсменов
- Австралия (1)
- Австрия (1)
- Богемия (4)
- Великобритания (9)
- Венгрия (9)
- Германия (6)
- Греция (2)
- Дания (4)
- Индия (1)
- Италия (2)
- Канада (4)
- Люксембург (1)
- Норвегия (2)
- США (41)
- Франция (23)
- Швеция (1844) (8)

Долгое время считалось, что Мишель Теато живёт во Франции, но позже выяснилось, что он из Люксембурга.